# Damien Pasini
 (mars 2016).
Si vous disposez d'ouvrages ou d'articles de référence ou si vous connaissez des sites web de qualité traitant du thème abordé ici, merci de compléter l'article en donnant les références utiles à sa vérifiabilité et en les liant à la section « Notes et références ».
Pour les articles homonymes, voir Pasini.
Damien Pasini, né le 22 juillet 1984 à Miramas (Bouches-du-Rhône), est un pilote automobile français.

## Carrière automobile
- 2002 : Eurocup Formule Renault, 8e
  - Championnat d'Italie de Formule Renault, non classé
- 2003 : Eurocup Formule Renault
  - Championnat d'Italie de Formule Renault, non classé
- 2004 : Eurocup Formule Renault V6, 8e (1 victoire, trois podiums et 1 pole position)
- 2005 : World Series by Renault, 14e (1 podium)
- 2006 : Championnat de GT Italien GT2, 3e (4 victoires et 10 podiums)
  - International GT Open, 8e
- 2007 : FIA GT GT2, 10e
  - International GT Open, 5e
- 2008 : FIA GT GT2, 7e
  - International GT Open, 6e (1 victoire, 1 pole, 4 podiums)
- 2009 : Speedcar Series, 8e

Instructeur Ferrari Dorado depuis 2007